# Чальовска къща
Чальовската къща e известна архитектурна забележителност в центъра на София. Обявена е за паметник на културата с местно значение в „Държавен вестник“, брой 40 от 1978 година (№ 494).

## Местоположение
Разположена е на адрес улица „Отец Паисий“ № 41.

## История
Емблематичната софийска сграда е построена от индустриалеца Аврам Чальовски от западномакедонското село Галичник. Дело е на архитект Георги Фингов. Изградена е за административните нужди на фабриката на Чальовски. Постройката има елегантен еркер на фасада с арковиден корниз. След 1944 година сградата е национализирана и е използвана за общежитие.
- Фирмената табела на къщата на български
- Фирмената табела на къщата на френски